# 雪莉·沃克
雪莉·沃克（Shirley Walker，1945年4月10日—2006年11月30日），美国作曲家、指挥家，两届艾美奖获得者，作品以电影音乐为主。

## 主要作品
- 《穿墙隐形人》（1992年）
- 《蝙蝠侠大战幻影人》（1993年）
- 《逃出洛杉矶》（1996年）
- 《死神来了》（2000年）
- 《死神来了2》（2003年）
- 《驭鼠怪人》（2003年）
- 《死神来了3》（2006年）
- 《绝命圣诞夜》（2006年）